# Dienstgrade der Sanitätsoffiziere der deutschen Marinen
Die Dienstgrade der Sanitätsoffiziere in den deutschen Marinen änderten sich nur unwesentlich.

## Preußische Marine
Bis 1898
- Assistenzarzt 2. Klasse
- Assistenzarzt 1. Klasse
- Marinestabsarzt
- Oberstabsarzt 2. Klasse
- Oberstabsarzt 1. Klasse
- Generalarzt 2. Klasse
- Generalarzt 1. Klasse

## Kaiserliche Marine

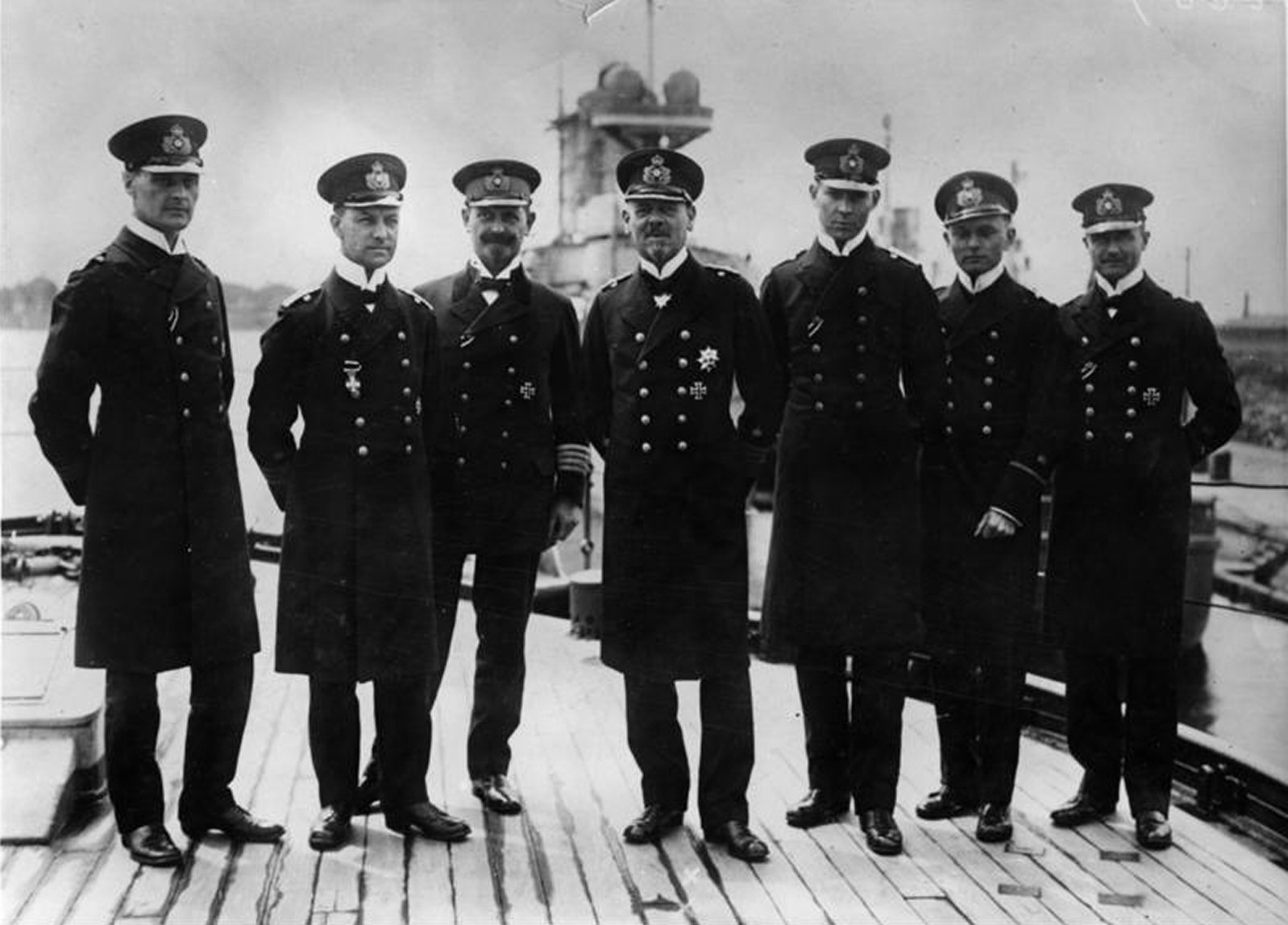
Marinegeneraloberarzt Hagenah und Vizeadmiral Hipper (3. und 4. v. li.)

Seit 1873 gab es Sanitätsoffiziere des Beurlaubtenstandes, Reserveoffiziere bis Marineoberstabsarzt.
Ab 1898
- Marineassistenzarzt
- Marineoberassistenzarzt
- Marinestabsarzt
- Marineoberstabsarzt
- Marineoberstabsarzt II. Klasse (bis 1901)
- Marineoberstabsarzt I. Klasse (bis 1901)
- Marineoberstabsarzt (ab 1901) Korvettenkapitän
- Marinegeneraloberarzt Fregattenkapitän
- Marinegeneralarzt Kapitän zur See
- Marinegeneralstabsarzt Konteradmiral

Der Titel „Generalstabsarzt“ war dem Chef des Marinesanitätskorps vorbehalten und bezeichnete keinen Dienstgrad.

## Reichsmarine
Bis 30. März 1934
- Marineassistenzarzt
- Marineoberassistenzarzt
- Marinestabsarzt
- Marineoberstabsarzt
- Marinegeneraloberarzt Fregattenkapitän
- Marinegeneralarzt Kapitän zur See
- Marinegeneralstabsarzt Konteradmiral

## Kriegsmarine
Ab 1. April 1934
- Marineassistenzarzt Leutnant zur See
- Marineoberassistenzarzt Oberleutnant zur See
- Marinestabsarzt Kapitänleutnant
- Marineoberstabsarzt Korvettenkapitän
- Geschwaderarzt Fregattenkapitän
- Flottenarzt Kapitän zur See
- Admiralarzt Konteradmiral
- Admiralstabsarzt Vizeadmiral
- Admiraloberstabsarzt Admiral

### Zahnärzte
Für die Kriegszahnärzte, Beamte des höheren Dienstes, wurde mit Wirkung vom 1. Januar 1945 für die Dauer des Krieges die Laufbahn der Marinesanitätsoffiziere (Z) geschaffen:
- Marineassistenzzahnarzt d.R.
- Marineoberassistenzzahnarzt d.R.
- Marinestabszahnarzt d.R.
- Marineoberstabszahnarzt d.R.
- Geschwaderzahnarzt d.R. Fregattenkapitän

## Marine der Bundeswehr
- Stabsarzt
- Oberstabsarzt
- Flottillenarzt
- Flottenarzt
- Admiralarzt
- Admiralstabsarzt
- Admiraloberstabsarzt